# Kentaro Hayashi
Kentaro Hayashi (林 健太郎, Hayashi Kentaro) est un footballeur japonais né le 29 août 1972 dans la préfecture de Tokyo au Japon.